# Мейзин, Крейг
Крейг Мейзин (англ. Craig Mazin [meɪzɪn]; родился 8 апреля 1971) — американский кинорежиссёр, сценарист и кинопродюсер. Известен как сценарист и продюсер мини-сериала HBO «Чернобыль» и телесериала «Одни из нас». До «Чернобыля» Мейзин занимался преимущественно написанием сценариев к кинокомедиям и кинопародиям, таким как «Поймай толстуху, если сможешь», фильмам из серий «Мальчишник» и «Очень страшное кино».

## Биография
Крейг Мейзин родился в Бруклине, рос в Статен-Айленде города Нью-Йорка.
Будучи подростком, переехал в тауншип Мальборо|Мальборо Тауншип]] штата Нью-Джерси. 
В 1992 году с отличием окончил Принстонский университет по специальности психолога.
В октябре 2019 года стало известно, что киностудия Disney выбрала Мейзина в качестве сценариста фильма «Пираты Карибского моря: День в море».

## Фильмография
| Год  | Название                          | Оригинальное название      | Сценарист  | Продюсер                | Режиссёр | Актёр | Роль             | Примечания  |
| ---- | --------------------------------- | -------------------------- | ---------- | ----------------------- | -------- | ----- | ---------------- | ----------- |
| 1997 | Человек-ракета                    | RocketMan                  | Да         |                         |          |       |                  |             |
| 1998 | Без чувств                        | Senseless                  | Да         |                         |          |       |                  |             |
| 2000 | Необыкновенные                    | The Specials               |            | Да                      | Да       |       |                  |             |
| 2003 | Очень страшное кино 3             | Scary Movie 3              | Да         |                         |          |       |                  |             |
| 2006 | Очень страшное кино 4             | Scary Movie 4              | Да         | Да                      |          | Да    | злодей из «Пилы» | озвучка     |
| 2006 | Школа негодяев                    | School for Scoundrels      |            | Исполнительный          |          |       |                  |             |
| 2008 | Супергеройское кино               | Superhero Movie            | Да         | Да                      | Да       | Да    | уборщик          |             |
| 2011 | Мальчишник 2: Из Вегаса в Бангкок | The Hangover Part II       | Да         |                         |          |       |                  |             |
| 2013 | Поймай толстуху, если сможешь     | Identity Thief             | Да         |                         |          |       |                  |             |
| 2013 | Мальчишник: Часть III             | The Hangover Part III      | Да         |                         |          |       |                  |             |
| 2016 | Белоснежка и охотник 2            | The Huntsman: Winter’s War | Да         |                         |          |       |                  |             |
| 2019 | Чернобыль                         | Chernobyl                  | Да (5 эп.) | Исполнительный (5 эп.)  |          |       |                  | мини-сериал |
| 2021 | Мистический квест                 | Mythic Quest               | Да (1 эп.) | Консультирующий (2 эп.) |          |       |                  | мини-сериал |
| 2023 | Одни из нас                       | The Last of Us             | Да         | Да                      | Да       |       |                  | телесериал  |

## Награды
- Орден князя Ярослава Мудрого V степени (24 августа 2021 года, Украина) — за весомый личный вклад в развитие межгосударственного сотрудничества, укрепление международного авторитета Украины, популяризацию её историко-культурного наследия[3].